# 화진초등학교 (경기)
화진초등학교는 대한민국 경기도 연천군에 있는 공립 초등학교이다.

## 학교 연혁
- 1954년 9월 1일 국군 제1사단에서 가교사 30평 신축 개교
- 1955년 2월 21일 군남국민학교로 인가(6학급 편성)
- 1959년 6월 10일 화진국민학교로 교명 개명
- 1996년 3월 1일 화진초등학교로 교명 개명
- 2006년 3월 1일 돌아오는 농촌학교 지정
- 2008년 12월 24일 학교평가 최우수교 선정
- 2009년 3월 1일 경기도교육청 지정 방과후 정책 연구학교 운영
- 2010년 3월 1일 제19대 정규창 공모 교장 취임
- 2011년 2월 28일 화진초등학교 병설유치원 폐원(온골유치원 통폐합)
- 2014년 2월 14일 제58회 졸업 12명(총 1,708명)
- 2014년 3월 1일 초등6학급, 특수1학급 편성
- 2014년 3월 1일 제20대 성옥경 교장 취임